# Urtica dioica
La ortiga mayor (Urtica dioica) es una hierba cosmopolita de la familia de las Urticaceae originaria de Europa. La característica más conocida de esta planta es la presencia de pelos urticantes cuyo líquido ácido (ácido fórmico) produce una irritación con picor intenso en la piel cuando se la toca o roza.

## Descripción

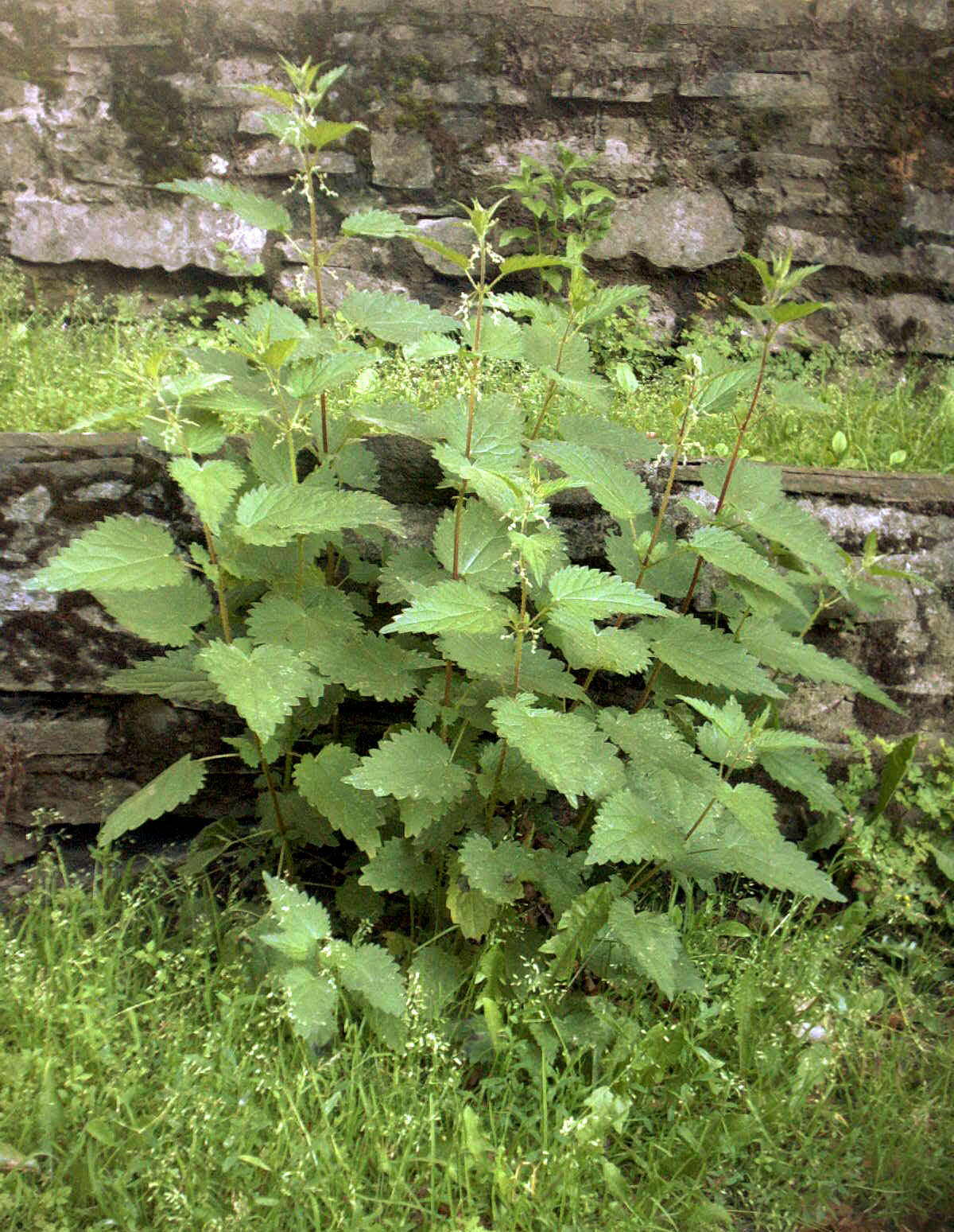
Un ejemplar joven de la ortiga mayor europea.

La ortiga mayor es una planta herbácea perenne, dioica (con plantas distintas para cada sexo), que alcanza entre los 50 y 150 cm de altura. Tiene el tallo de sección cuadrada, las hojas ovaladas, con el borde aserrado, y flores pequeñas.
Es característico de esta planta el poseer unos pelos urticantes que tienen la forma de pequeñísimas ampollas llenas de un líquido irritante. Estas, al contacto con la piel, producen una lesión y vierten su contenido (ácido fórmico, resina, histamina y una sustancia proteínica desconocida) sobre ella, provocando ronchas, escozor y prurito. Este picor se debe a la acción del ácido fórmico, compuesto del que contiene una gran cantidad. Estos pelos son muy duros y frágiles en la punta, por lo que es suficiente el roce para provocar su rotura.
La raíz, es muy rica en taninos, que le confieren una acción astringente.
Posee un tallo rojizo o amarillento, erguido, cuadrangular, ramificado y ahuecado en los entrenudos. Está dotado en todos los nudos de parejas de hojas, y está recubierto de pelos urticantes.
Las hojas son de forma ovalada, rugosas, aserradas, puntiagudas, y de hasta 15 cm. Son color verde oscuro. Se encuentran opuestas y también están provistas, al igual que el tallo, de los pelos que la caracterizan.
Florece del mes de julio en adelante, según la región. Las flores son verde amarillentas con estambres amarillos, reunidas en panículas pendulares, asilares y terminales. Normalmente son unisexuales, pequeñas y dispuestas en racimos colgantes de hasta 10 cm; y las femeninas se encuentran en largos amentos colgantes y las masculinas en inflorescencias más cortas.
Sus frutos son aquenios (cápsulas) y secos.

### Citología

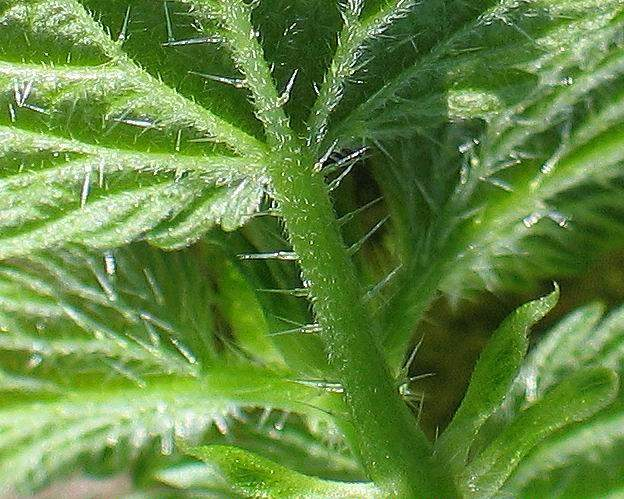
Detalle del tallo y pelos urticantes de la ortiga mayor europea.

Números cromosomáticos de Urtica dioica  (Fam. Urticaceae) y taxones infraespecíficos: 2n=52.

## Distribución y hábitat
La ortiga mayor es cosmopolita, crece en regiones altas, y va desde el Japón hasta los Andes. En la península ibérica es muy abundante, en la cordillera cantábrica, aunque se puede encontrar por todo el país.
La podemos buscar en cualquier lugar donde habite el humano o el ganado, (se dice que va detrás de él). Se cría en suelos ricos en nitrógeno y húmedos, en corrales, en huertos, a lo largo de caminos, de muros de piedra, en el campo o en la montaña, etc.

## Historia
La ortiga es una especie cuyas hojas eran ya citadas en los tratados medievales como remedio en los estados asociados a un déficil en la diuresis. Sin embargo, desde hace veinte años sus partes subterráneas (raíces y rizomas) son objeto de interés en el tratamiento de la hiperplasia benigna de próstata (HBP), tal y como han puesto de manifiesto los numerosos trabajos de investigación realizados sobre ellas. Dichas investigaciones han permitido acceder al conocimiento de sus más importantes principios activos y a su actuación sobre algunos de los factores implicados en la aparición de la HBP. Por otra parte, los más recientes ensayos clínicos realizados con extractos normalizados de ortiga indican un efecto positivo sobre los síntomas urinarios asociados a la HBP. A ello se añade la gran tolerancia hacia los preparados elaborados con las partes subterráneas, ya que en ensayos a seis meses sólo un 0,7 por ciento de los pacientes mostró efectos secundarios, de escasa gravedad en todos los casos.

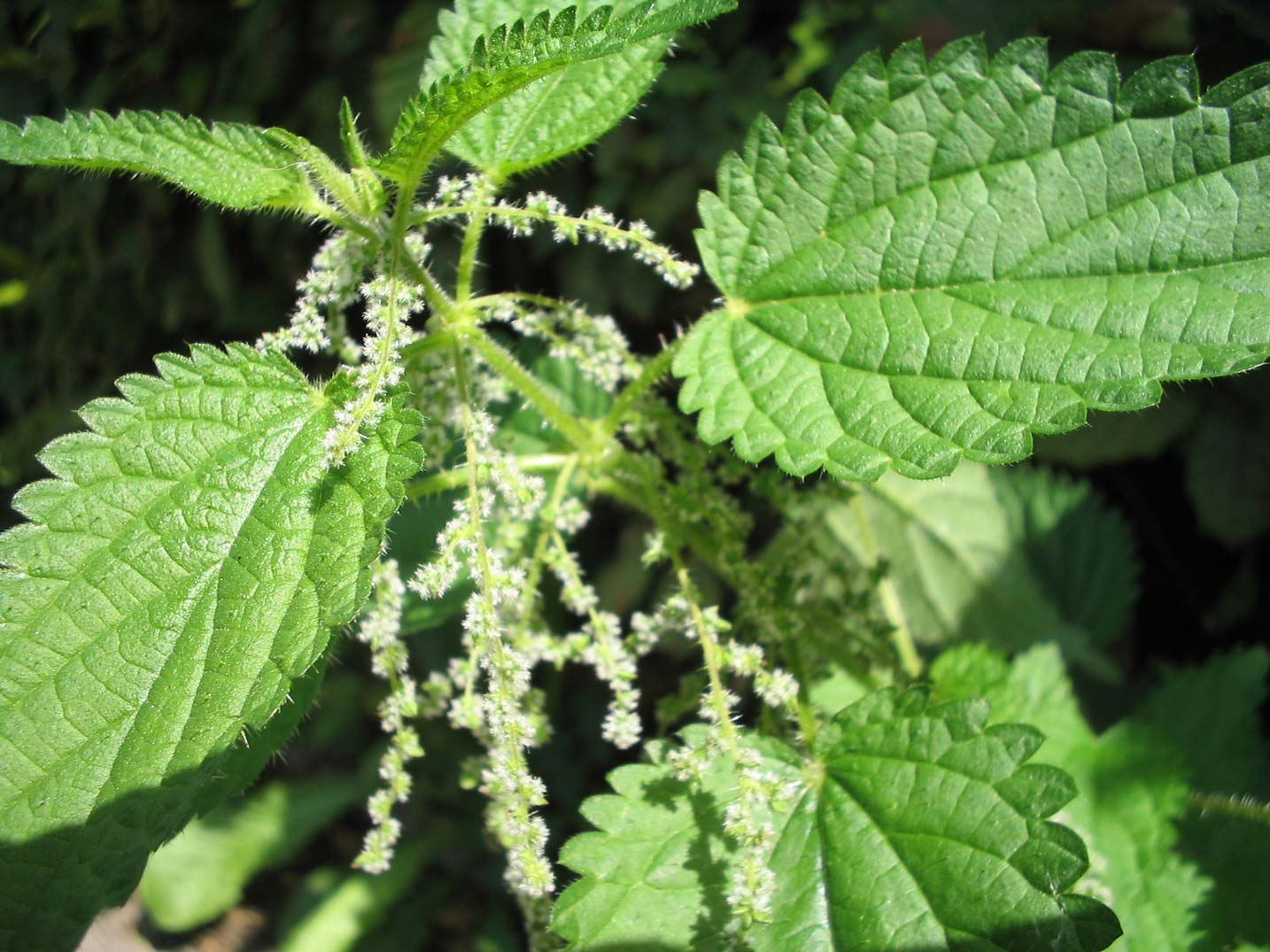
Detalle de los amentos florales de la Urtica dioica.

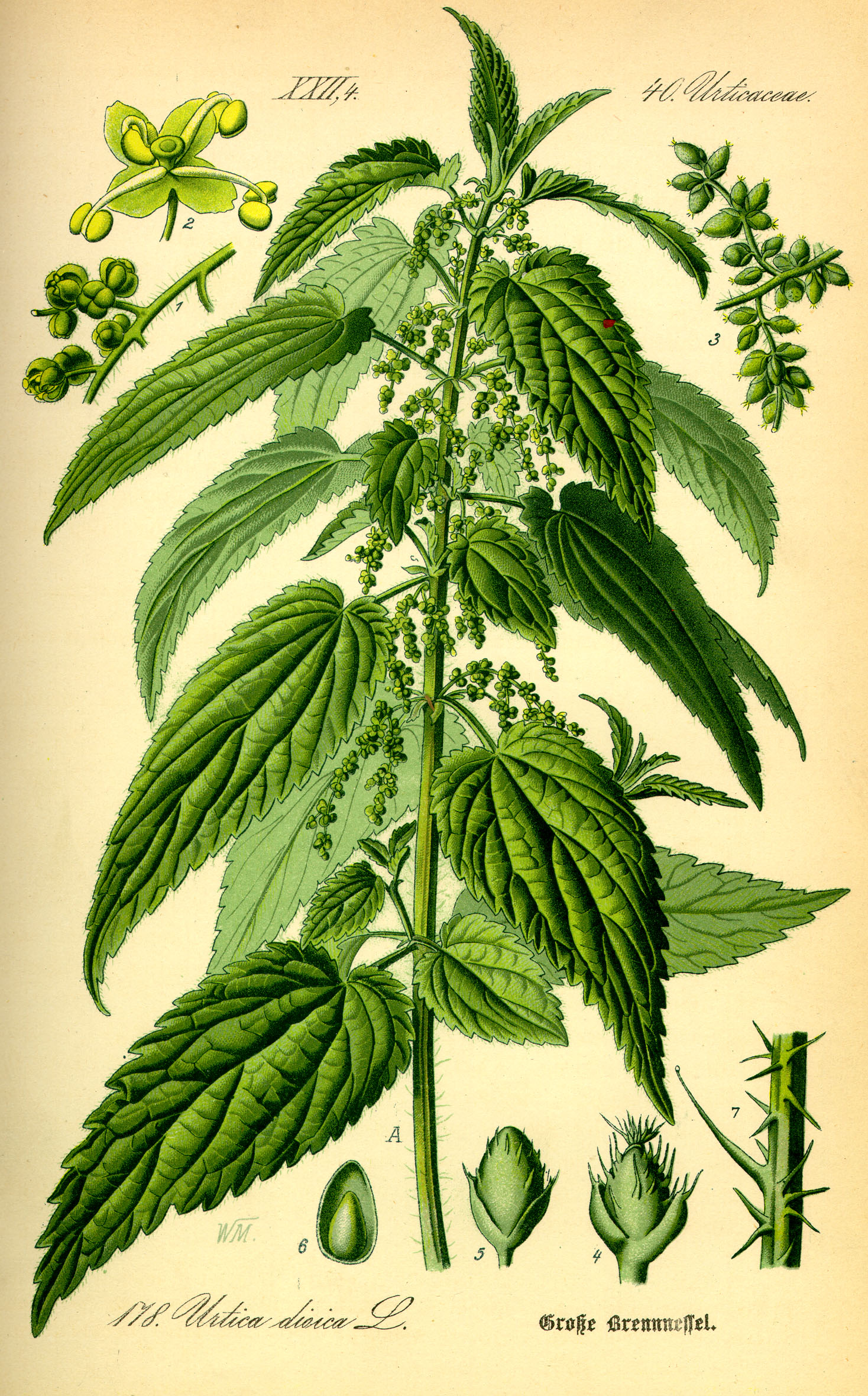
Ilustración de la Urtica dioica.

## Taxonomía
La taxonomía de la ortiga mayor en el género Urtica ha sido confusa, y las fuentes antiguas eran dadas a usar una gran variedad de nombres sistemáticos para estas plantas. Anteriormente, eran reconocidas más especies de las que son actualmente aceptadas. Sin embargo hay al fin cinco claras subespecies, algunas clasificadas anteriormente como especies:
- Urtica dioica subsp. dioica (ortiga mayor europea). Europa, Asia, África del Norte
- Urtica dioica subsp. afghanica. Sudoeste y Asia central.
- Urtica dioica subsp. gansuensis C.J.Chen Este de Asia (China)
- Urtica dioica subsp. gracilis (Aiton) Selander (ortiga mayor americana). Norteamérica
- Urtica dioica subsp. holosericea (Nutt.) Thorne (ortiga pilosa). Norteamérica.

### Sinonimia
- Urtica dioica var. hispida (DC.) Gren. in Gren. & Godr., Fl. France 3: 108 (1855)
- Urtica hispida DC. in Lam. & DC., Fl. Franç. ed. 3 5: 355 (1815)
- Urtica javalambrensis Pau in ??? , nom. nud.[3]

## Importancia económica y cultural

### Recolección
Se recoge la planta entera, dependiendo del uso que se le vaya a destinar. Puede utilizarse seca o recién recogida. En fitoterapia, los naturistas aconsejan recolectar las unidades floridas (herba urticae), o simplemente las hojas (folium urticae) de los tallos jóvenes. Para llevar la recolección a buen fin, se procede antes de la floración, y el secado debe de realizarse lo más rápidamente posible.

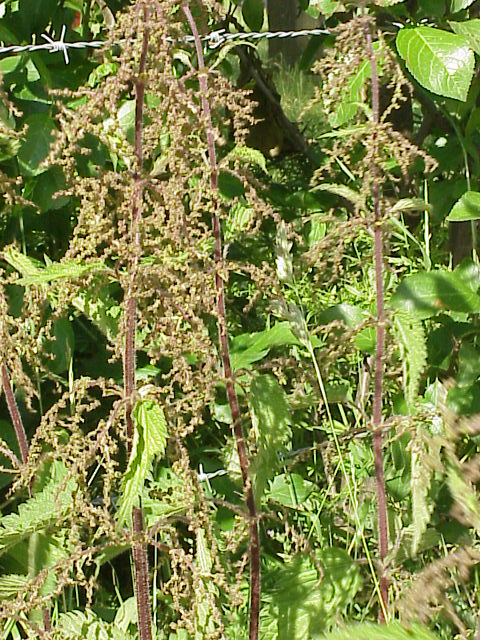
Ejemplares adultos de Urtica dioica.

Con fines medicinales se recolectará, en el hemisferio norte, en los meses de mayo, junio, julio y agosto aunque puede recolectarse a lo largo de todo el año. Con fines alimenticios, se recolecta en cualquier periodo. Por su poder urticante se debe recolectar con guantes y se cortan sólo los tallos jóvenes y sanos. Las raíces se recolectan en primavera boreal (marzo) y en otoño boreal (noviembre). Antes de la aparición de las flores, la planta es más tierna. Las hojas viejas no se deben usar debido a que son muy irritantes y tóxicas para el riñón.

### Conservación
Se seca a la sombra y bien extendida. Una vez seca se guardan sólo las hojas. Se ponen a secar a la sombra, en lugar bien ventilado.Una vez secas deja de ser urticante, y se pueden triturar para su conservación. De esta forma se continua disfrutando de sus beneficios en invierno, momento en el que es imposible encontrarlas frescas.

### Uso como alimento
La ortiga es una planta comestible y de uso comercial. En Argentina su uso en productos alimenticios está avalado por la Administración Nacional de  Medicamentos, Alimentos y Tecnología Médica.
Las hojas de esta planta son uno de los ingredientes del preboggion, mezcla de hierbas típica de la cocina de Liguria. También en España se ha empleado tradicionalmente para la elaboración de tortillas, tras escaldar las hojas para eliminar el efecto urticante, así como en otros platos.[cita requerida]

### Propiedades nutritivas
Nutricionalmente es de gran importancia por su riqueza en sales minerales y vitaminas. Las ortigas contienen vitamina A y C, hierro, ácido salicílico y proteínas.

### Propiedades medicinales
Aparte de nutritiva, tiene gran cantidad de propiedades medicinales: analgésica, antialergica, antianémica, antigotosa, antihistamínica, antiinflamatoria, antirreumática, astringente, colagoga, depurativa, diurética, galactógena, hemostática, hipoglucemiante, uricosúrico

#### Principios activos
- Hojas, planta fresca:
  - Clorofila a y b
  - Carotenoides (beta-caroteno).
  - Flavonoides
  - Sales minerales (hierro, calcio, sílice, azufre, potasio, manganeso).
  - Ácidos orgánicos (ácido caféico, ácido clorogénico, ácido gálico, ácido fórmico, ácido acético)
  - Provitamina A
  - Mucílagos
  - Escopoletósido
  - Sitosterol
- En los tricomas (pelos urticantes):
  - Acetilcolina
  - Histamina
  - Serotonina
- Raíces:
  - Taninos
  - Fitosteroles
  - Ceramidas
  - Fenilpropanos
  - Lignanas
  - Polifenoles
  - Monoterpendioles
  - Aglutinina
  - Polisacáridos
  - Escopoletósido
- Semillas:
  - Mucílagos
  - Proteínas
  - Aceite: ácido linoléico
  - Tocoferoles

#### Farmacología
Composición química: contiene flavonoides (de acción antioxidante y antiinflamatoria), sales minerales, ácidos orgánicos, provitamina A y provitamina C, mucílago, ácido fórmico, clorofila, taninos, resina, silicio, acetilcolina, potasio, glucoquininas y una gran cantidad de clorofila (de ahí su color verde oscuro e intenso), histamina y serotonina.
La planta también posee una sustancia llamada secretina, que es uno de los mejores estimulantes de las secreciones estomacales, del páncreas y de la bilis, así como de los movimientos peristálticos del intestino.
También contiene clorofila y ácidos orgánicos, a los que se debe su marcado efecto diurético y uricosúrico.
Propiedades de la ortiga comprobadas científicamente: los extractos son ligeramente hipoglucemiantes. Tiene propiedades bactericidas y efectos favorables en los tratamientos de las afecciones de la piel (Príhoda, 1990; Wren, 1994).
Uso medicinal aprobado por la Comisión Revisora de Productos Farmacéuticos: rubefaciente

#### Contraindicaciones
• Evitar en caso de edemas originados por insuficiencia renal o cardiaca.
• No usar como tintura alcohólica en niños menores de dos años y en personas en proceso de desintoxicación alcohólica.
• Como remedio diurético debe ser evitado por personas con problemas de hipertensión arterial, cardiopatías o insuficiencia renal, salvo por descripción y bajo control médico.
• La ingesta de 20 o 30 semillas produce un efecto purgante drástico.

#### Efectos secundarios
- Las hojas frescas tienen una acción fuertemente irritante sobre la piel (urticante), con producción de una pápula y sensación de quemadura.
- La raíz, ocasionalmente puede producir molestias gástricas y reacciones alérgicas cutáneas.
- La cocción de las raíces puede irritar la mucosa gástrica.

Los preparados de Urtica dioica están exentos de toxicidad tanto aguda como crónica.

### Uso textil
Su fibra es utilizada de manera similar al lino.

### Uso en horticultura
La maceración de esta planta se utiliza como repelente de insectos y abono orgánico rico en nitratos para las huertas y la producción de compost.

## Nombres comunes
Esta planta es conocida como la «ortiga mayor» en España.
Esta planta es conocida también en Colombia, Cuba, Guatemala, México, Panamá, República Dominicana y en Venezuela con el nombre de «pringamosa» o «pringamoza» (ambas grafías son válidas).
Esta planta también es muy conocida como la «ortiga verde» (y principalmente en los países hispanoparlantes).